# William Nicholas Selig
William Nicholas Selig, conosciuto anche come William Selig, (Chicago, 14 marzo 1864 – Los Angeles, 15 luglio 1948), è stato un produttore cinematografico statunitense.
Iniziò la sua attività a fine Ottocento ed è considerato uno dei pionieri dell'industria cinematografica. Nel 1948, gli fu assegnato uno speciale Oscar alla carriera.

## Biografia
Cresciuto a Chicago, Selig cominciò a lavorare giovanissimo nel vaudeville: fu attore, performer, mago in spettacoli itineranti. Uno degli attori con cui lavorò fu Bert Williams, che diventò poi uno dei protagonisti della scena teatrale afro-americana.
Nel 1894, in una fiera a Dallas, Selig scoprì il kinetoscopio di Edison. Tornato a Chicago, il giovane imprenditore aprì un piccolo studio fotografico e cominciò a pensare come intraprendere un'attività cinematografica senza dover pagare le royalties dovute alla società monopolistica di Edison.
Trovò un fabbro che aveva aggiustato una delle macchine dei fratelli Lumière e, con il suo aiuto, sviluppò un suo proprio sistema. Nel 1896, Selig fondò a Chicago la Selig Polyscope Company, una delle prime case di produzione cinematografiche degli Stati Uniti. I suoi primi film sono cortometraggi, documentari di viaggio, film industriali commissionati dalle ditte di Chicago. La città dell'Illinois diventò uno dei centri più importanti del cinema delle origini, con la sua industria cinematografica che, nei primi del Novecento, ebbe il più alto numero di case di produzione e di registi.

## Gli anni d'oro
Selig è stato il primo produttore cinematografico a spostarsi stabilmente sulla costa sud della California, impiantando nel 1909 un piccolo studio nel quartiere di Edendale, a Los Angeles. Un modo per sfuggire agli agenti della Motion Picture Patents Company (MPPC) di Edison cui Selig, a malincuore, deve poi aderire negli anni seguenti. Ma, anche un posto ideale per girare in esterni, sfruttando il clima californiano mite, asciutto e soleggiato con la possibilità di sfruttare per le location in esterni una varietà quasi infinita di località oltremodo diverse tra di loro, dalle spiagge al deserto, dalle foreste alle campagne. Il suo principale collaboratore in questa avventura californiana fu il regista Francis Boggs che, però, nel 1911, venne ucciso da un giardiniere giapponese che lavorava per la compagnia. Selig, nel tentativo di difendere Boggs, restò ferito.
Nella sua carriera, Selig produsse più di un migliaio di film. Scoprì nuovi talenti, come il comico Roscoe Arbuckle o Gilbert M. "Bronco Billy" Anderson e Tom Mix, popolari protagonisti del cinema western. Rese altresì popolare il serial nel 1913 con The Adventures of Kathlyn, usando sistematicamente alla fine di ogni episodio il cliffhanger, in modo da fideizzare lo spettatore che tornava, la volta seguente, per scoprire lo scioglimento dell'azione lasciata in sospeso nell'ultima puntata. The Spoilers, un western ambientato in Alaska e diretto da Colin Cambell del (1914), è considerato uno dei suoi più grandi successi.
Nel 1915, la Edison si vide togliere dalla Corte Suprema l'esclusiva sull'industria cinematografica che controllava tramite la MPPC, annullando di fatto il monopolio e dando alle altre compagnie indipendenti la possibilità di competere legalmente sul mercato. In quel periodo, Selig continuò a credere che il futuro del cinema fosse nel cortometraggio.

## Premi e riconoscimenti
Nel 1948, Selig ricevette insieme ad alcuni altri produttori del primo cinema muto (il gruppo comprendeva Albert E. Smith, Thomas Armat e George K. Spoor) uno speciale premio Oscar alla carriera per il ruolo ricoperto nell'industria cinematografica con la motivazione:
"(Uno fra) il piccolo gruppo di pionieri le cui speranze verso un nuovo mezzo di comunicazione e i cui contributi al suo sviluppo durante le loro vite, spianarono la strada sul quale si è sviluppata l'industria cinematografica, dall'oscurità alla fama mondiale".
Per i suoi contributi all'industria del cinema, William Selig ha una stella sulla Hollywood Walk of Fame al 6116 di Hollywood Boulevard.

## Filmografia
Dal 1896, Selig appare come produttore in 1506 pellicole. Appare come presentatore o come supervisore in sette film. Firmò due film da regista e uno da sceneggiatore.

### Regista
- The Hold-up of the Leadville Stage (1905)
- Hugo the Hunchback - cortometraggio (1910)

### Sceneggiatore
- The Serenade (1905)

### Presentatore e supervisore
- The Adventures of Kathlyn, regia di Francis J. Grandon - supervisore (1913)
- The Barker, regia di J.A. Richmond  - presentatore (1917)
- Who Shall Take My Life?, regia di Colin Campbell  - presentatore (1917)
- The City of Purple Dreams, regia di Colin Campbell - presentatore (1918)
- Brown of Harvard, regia di Harry Beaumont  - presentatore (1918)
- Little Orphant Annie, regia di Colin Campbell  - presentatore (1918)
- Convicts at Large, regia di Scott E. Beal e David Friedman  - presentatore (1938)